# Зелена банда

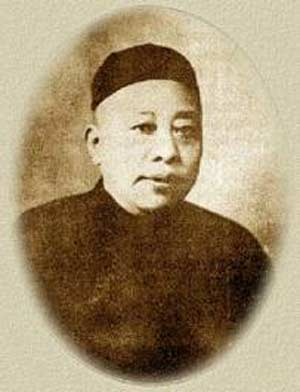
Хуан Цзіньжун, лідер китайського злочинного угруповання

Зелена банда (спрощ.: 青帮; кит. трад.: 青幫; піньїнь: Qīng Bāng) — китайське злочинне угруповання, що активно діяло в Шанхаї від початку до середини XX століття.

## Історія
Витоки угруповання походять із XVIII століття, коли човнярі, які проживали вздовж узбережжя Янцзи, об'єднались у гільдію. В кожному селі вони мали своїх людей, у яких можна було поїсти й переночувати. Коли Тайпінське повстання сягнуло берегів Янцзи, товари почали доставлятись морем; до того ж річка змінила русло, й човнярі залишились поза справою. Щоб мати засоби до існування, вони зайнялись контрабандою солі — в той час право на торгівлю сіллю мав лише імператор. Завезений британцями опіум виявився набагато більш прибутковим, і Зелена банда налагодила збут наркотику від Шанхая до верхньої течії Янцзи. Вона також контролювала проституцію, казино, рекет тощо.
На початку XX століття й під час Синьхайської революції Зелена банда підтримувала республіканців. Кримінальні бойовики брали участь у революційних формуваннях Чень Цімея. У 1920-1930-их роках банда була однією з найвпливовіших сил у Шанхаї. 1927 року за угодою з владою іноземних концесій ватажки банди влаштували масову бійню, знищивши близько 4 тисяч комуністів і тих, хто їм співчував. У подяку за таке Чан Кайші фактично легалізував торгівлю опіумом на території Шанхая — лідер Зеленої банди Ду Юешен став головою правління Бюро боротьби з опіумом.
Під час війни з Японією Зелена банда підтримувала Чан Кайші.
Після приходу до влади в Китаї комуністів лідери Зеленої банди емігрували з Шанхая, й діяльність угруповання припинилась.

## Структура
Зелена банда фактично була системою земляцтв і поповнювалась за рахунок селянської молоді, яка приїздила до Шанхая на заробітки. Хлопці звертались до краян, щоб ті допомогли їм знайти роботу й житло, й за таке погоджувались безумовно підкорятись своїм добродіям.
Найвідомішими лідерами Зеленої банди були Ду Юешен і Хуан Цзіньжун.